# Akiko Seki

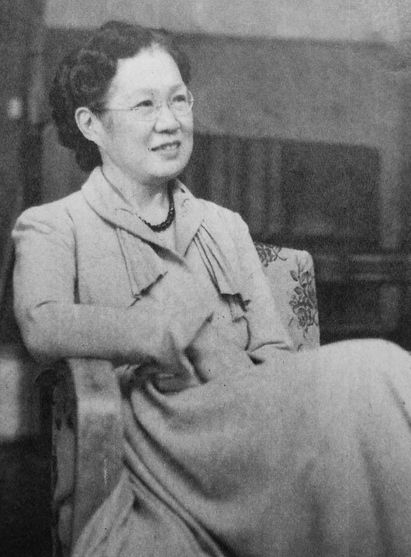
Akiko Seki

Akiko Seki (関鑑子, Seki Akiko; Tokio, 8 september 1899 — aldaar, ook wel Kanko of Kaneko) was een Japans musicienne.

De zeer links georiënteerde sopraan Akiko Seki voltooide haar zangstudies in 1921. Al voor de Tweede Wereldoorlog vormde Akiko Seki een reizend gezelschap dat her en der voor arbeiders optrad in de hoop dat zij daardoor tot zingen en het vormen van koren op de werkplek werden gestimuleerd. In 1934 werd de repressie van communistische en progressieve krachten in het steeds meer totalitaire Japan zo streng dat het reizende gezelschap moest worden ontbonden.
Tijdens de Tweede Wereldoorlog zette Akiko Seki haar werk in fabrieken voort, ditmaal als onderdeel van de nationalistische oorlogspropaganda. Na de oorlog kreeg zij weer de vrijheid om haar linkse gedachtegoed in de vorm van muziek uit te dragen, ondanks de censuur hierop van de Amerikaanse bezetters. Zij werd dirigente van een centraal koor dat op de gedachten van de Utagoebeweging uitdroeg. Dat hield in dat de muziek de weerslag van de beleving van het "dagelijks leven van de massa's" moest zijn. De Utagoebeweging kreeg een eigen hoofdkwartier en een tijdschrift en overal in Japan ontstonden zangkoren. Akiko Seki wilde de traditionele Japanse muziek in ere herstellen, maar stelde ook dat "de muziek die onderwezen werd dezelfde was als die van de arbeiders in progressieve landen". Zij distantieerde zich van de populaire muziek omdat deze door het Westen was beïnvloed.
In Japan werd tussen 1945 en 1949 door de Amerikaanse bezettingsautoriteiten censuur toegepast. Toch kon Akiko Seki blijven werken.
Haar betrokkenheid bij de communistisch georiënteerde vredesbeweging was de aanleiding om haar in 1955 de Internationale Stalinprijs voor het versterken van de vrede tussen de volkeren toe te kennen. Akiko Seki heeft getracht om Sovjetliederen in Japan populair te maken.
Het koor van Akiko Seki was gelieerd aan de Japanse Communistische Partij. Overal in Japan traden het koor en de daaraan verbonden koren op, het zouden er 500 zijn geweest, op wanneer zich ergens een arbeidsconflict voordeed. Koorzang werd in Japan een belangrijk deel van industriële acties.
In 1964 trad het centrale koor van de Utagoebeweging in de Sovjet-Unie op. Akiko Seki heeft zich sterk gemaakt voor de Japans-Russische vriendschap.
Akiko Seki heeft geprobeerd om de rol van de opera in de proletarische muziekbeweging te definiëren. Zij gaf leiding aan het tot stand komen van een Japanse opera. Het libretto werd door een comité van acht Utagoemedewerkers en een activist van het eiland Okinawa geschreven. De begeleidende muziek werd door dertien mensen gecomponeerd. Deze opera, die de titel "Okinawa" kreeg, handelde over een episode tijdens de Amerikaanse bezetting van dat eiland. De opera ging op 10 december 1969 in Tokio in première, maar de proloog was al eerder op Okinawa zelf opgevoerd.